# Tricholaema diademata
El barbudo diademado (Tricholaema diademata) es una especie de ave piciforme de la familia Lybiidae que vive en África oriental.

## Distribución
Se encuentra en Etiopía, Kenia, Sudán del Sur, Tanzania y Uganda.